# Chris McNeill
Christopher Robert „Chris“ McNeill (* 20. November 1954 in Pueblo, Colorado; † 5. Februar 2011 in Steamboat Springs) war ein US-amerikanischer Skispringer.

## Werdegang
McNeill, der in Steamboat Springs aufwuchs, wurde 1972 US-amerikanischer Junioren-Meister und wurde kurze Zeit später in die US-Nationalmannschaft aufgenommen. Bei der Vierschanzentournee 1972/73 erreichte er beim Auftaktspringen in Oberstdorf den 79. Platz. Das beste Einzelergebnis der Tournee erreichte er mit Rang 58 in Innsbruck. In der Gesamtwertung landete er auf dem 77. Platz. Bei der Vierschanzentournee 1975/76 konnte er sich leicht steigern, so dass er die Tournee als 68. abschloss. Er bekam einen Startplatz für die Olympischen Winterspiele 1976, kam aber als Ersatzmann nicht zum Einsatz.
Seine erfolgreichste Vierschanzentournee 1976/77 begann McNeill mit Rang 40 auf der Schattenbergschanze in Oberstdorf, was in der Folge das beste Einzelresultat bei einer Vierschanzentournee war. In den weiteren Springen konnte er daran nicht anknüpfen und beendete die Tournee auf Rang 42. der Gesamtwertung.
Bei der Nordischen Skiweltmeisterschaft 1978 in Lahti startete er in allen drei Sprungwettbewerben. Von der Normalschanze landete McNeill nach Sprüngen auf 75 und 77 Metern auf dem 33. Platz. Von der Großschanze landete er bei 79 und 89,5 Metern und erreichte so Rang 49. Gemeinsam mit Jeff Denney, Jeff Davis und Jim Denney landete er im Mannschaftsspringen auf dem 10. und damit letzten Rang.
Bei der olympischen Generalprobe 1979 in Lake Placid gewann er von der Normalschanze. Zudem wurde er kurze darauf bei den US-Meisterschaften Dritter.
Am 30. Dezember 1979 gab McNeill im Rahmen der Vierschanzentournee 1979/80 sein Debüt im Skisprung-Weltcup. Jedoch kam er in allen Springen nur auf hintere Ränge. Bei den Olympischen Winterspielen 1980 ging er trotzdem an den Start. Bei seinem schließlich letzten internationalen Wettbewerb sprang er nur von der Normalschanze und erreicht dabei Rang 23.
Nach seiner aktiven Karriere arbeitete McNeill als Trainer und bekam 1986 eine Anstellung bei der Steamboat Ski & Resort Corp. Diese übte er bis zu seinem Tod am 5. Februar 2011 aus. McNeill starb unerwartete während des Winter Carnival Straßenfestes in Steamboat Springs auf dem Weg ins Krankenhaus an einer Lungenembolie, nachdem sein Schwager aufgrund des schlechten Gesundheitszustandes von McNeill einen Krankenwagen gerufen hatte.

## Erfolge

### Vierschanzentournee-Platzierungen
| Saison  | Platz | Punkte |
| ------- | ----- | ------ |
| 1972/73 | 77.   | 579,2  |
| 1975/76 | 68.   | 577,7  |
| 1976/77 | 42.   | 684,4  |
| 1979/80 | 92.   | 296,5  |